# Hypopterygium sandwicense
Hypopterygium sandwicense är en bladmossart som beskrevs av Brotherus 1927. Hypopterygium sandwicense ingår i släktet Hypopterygium och familjen Hookeriaceae. Inga underarter finns listade i Catalogue of Life.